# Сухая Кременка
Сухая Кременка — река в России, протекает в Лебяжском районе Кировской области. Устье реки находится в 1 км по правому берегу реки Кременка. Длина реки составляет 11 км.
Река начинается в лесу в 5 км к северо-западу от центра посёлка Лебяжье. Река течёт на северо-восток, в деревне Лотовщина впадает в Кременку километром выше впадения самой Кременки в Вятку.

## Данные водного реестра
По данным государственного водного реестра России относится к Камскому бассейновому округу, водохозяйственный участок реки — Вятка от города Котельнич до водомерного поста посёлка городского типа Аркуль, речной подбассейн реки — Вятка. Речной бассейн реки — Кама.
По данным геоинформационной системы водохозяйственного районирования территории РФ, подготовленной Федеральным агентством водных ресурсов:
- Код водного объекта в государственном водном реестре — 10010300412111100037716
- Код по гидрологической изученности (ГИ) — 111103771
- Код бассейна — 10.01.03.004
- Номер тома по ГИ — 11
- Выпуск по ГИ — 1